# De Hoeve
De Hoeve is een dorp in de gemeente Weststellingwerf, in de Nederlandse provincie Friesland. Het is gelegen tussen Wolvega en Noordwolde. Het dorp dat een kleine kern heeft en een groot buitengebied kende in 2023 395 inwoners.

## Geschiedenis
Op een kaart van 1646 was het gebied alleen nog maar heide. Niet lang daarna worden er aan de Noordwolderweg twee boerderijen gebouwd, de Oosterhoeve en de Westerhoeve. Op een kaart van grietman Willem Van Haren uit 1698 zijn beide boerderijen te zien. De boerderijen en het gebied rond de boerderijen worden ook wel Vinkegahoeve en Steggerdahoeve genoemd, omdat deze boerderijen dicht in de buurt van Vinkega en Steggerda lagen. De Westerhoeve lag ten westen van de Noordwoldervaart en de Oosterhoeve lag aan een meer ten oosten van de Noordwoldervaart. De arbeiders die op de Ooster- en Westerhoeve werkten, bouwden hun woninkjes in de weilanden achter de boerderijen. In de loop der tijd kwamen er steeds meer huisjes, die samen twee kleine dorpjes vormden. Pas in 1938 ontstond het huidige De Hoeve door samenvoeging van deze buurtschappen.
De zandrug die tussen het laagveen lag, was een ruige wildernis en heel arm moeras. Dit werd met ontzettend veel moeite bruikbaar gemaakt. Vaak was het zo dat de eigenaar van dat land in Duitsland moest gaan maaien en hooien of extra werk vond in de veenderij aan de baggelbak. Kinderrijk als alle gezinnen in die tijd waren, was het buitengewoon moeilijk het hoofd een beetje boven water te houden. 
In het begin van de 19e eeuw werd het (Oosterhoevens) Meer drooggelegd. De Meerdiek, een oud pad dat langs het meer liep, is allang geen doorgang meer, maar wordt door ouderen nog steeds zo genoemd. Een vennetje dat bekendstond als de Keizerspoel, was aan het begin van de 20e eeuw nog een snoekplekkie en lag in het verlengde van de Keizerswal. De Keizerswal was, net als de Keizerspoel, genoemd naar de familie Keizer. Zij woonden op de plaats waar de Noordwoldigervaart een bocht maakt.

### Jan Harm Contermans
Toen in 1642 de toestemming van de Staten van Friesland kwam om de Noordwoldervaart te graven, werd er, vanwege de waterhuishouding, in 1650 een sluis in de Linde gebouwd. Deze sluis zou later de naam krijgen van een van de sluismeesters. Deze Jan Harms Contermans, naar wie later ook de Kontermansweg en de Kontermansbrug genoemd zijn, had eigenlijk niet zo'n beste naam. In 1742 werd door veenbazen en schippers in een brief aan de Staten van Friesland geklaagd over de schutmeester. Hij zou alleen schutten wanneer hij daar zin in had. Contermans wilde de schippers liever bij de sluis houden zodat hij ze jenever kon verkopen. Daarom liet hij 's nachts het water weglopen. Bloedhonden hielpen hem bij het op afstand houden van schippers die dat wilden tegengaan.

## School

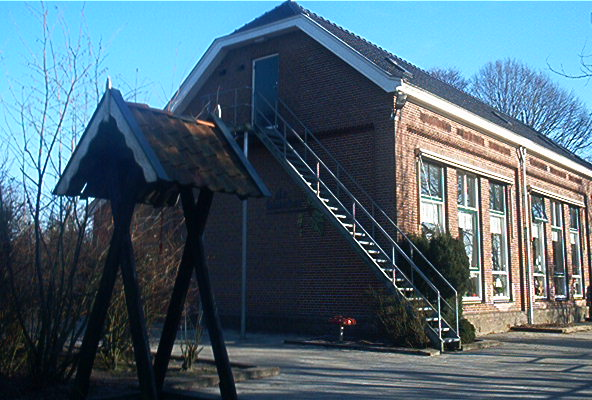
OBS De Klaeter

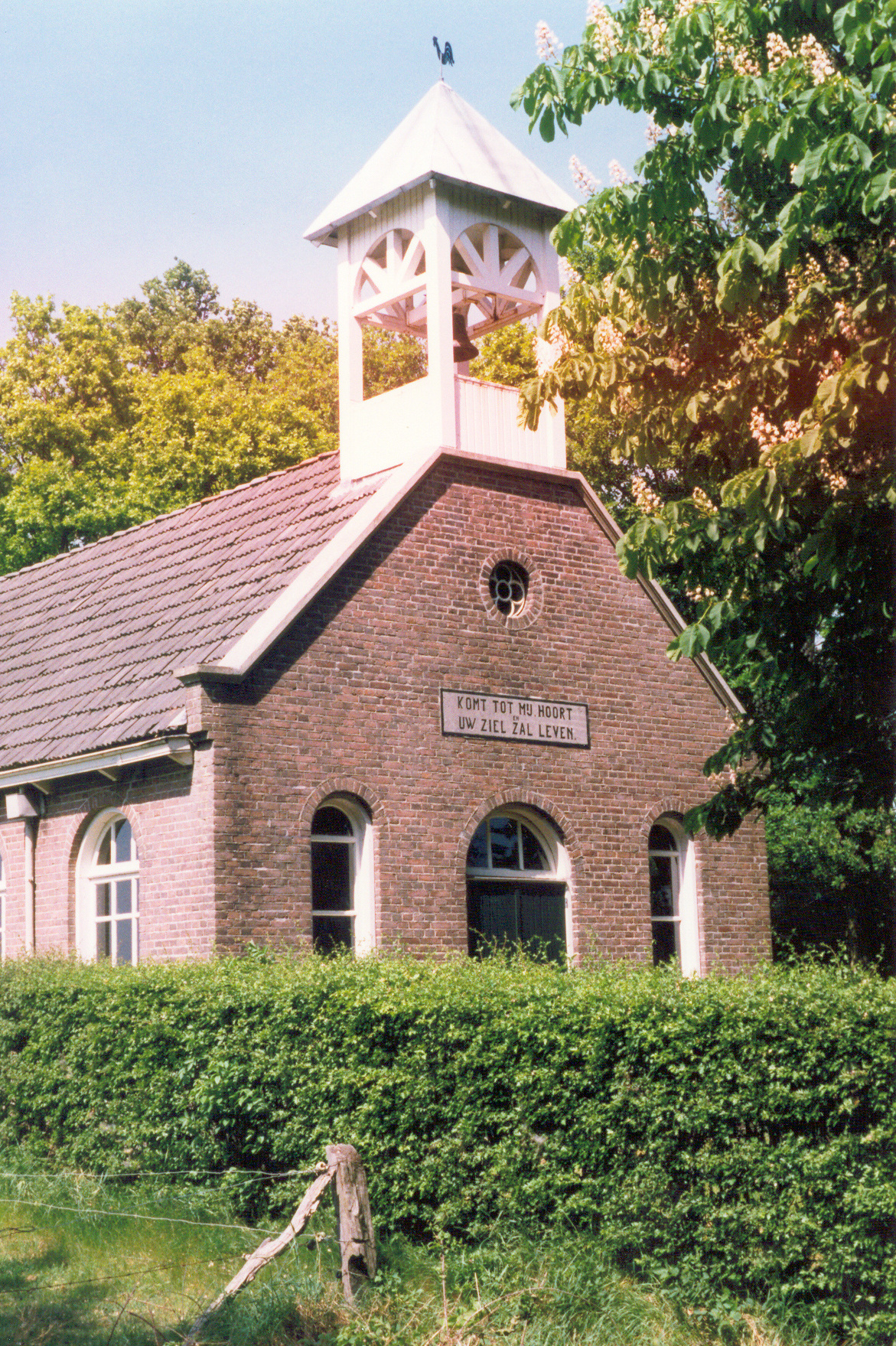
Kerkje De Hoeve

Een belangrijke persoon voor De Hoeve was Albert H. Kuipers. Hij was onder andere veenbaas en landbouwer en – door uit naam van nog eens 68 mensen een adres te richten aan de provincie – de grondlegger van de eerste en enige school in De Hoeve. Hij had veel land en stelde een stuk beschikbaar voor de bouw van de school. De gemeente was het er niet erg mee eens: "Dan konden er nóg weleens dertien scholen in Weststellingwerf gesticht worden en in Steggerda zou dan de openbare school overbodig worden". Maar ook de centen waren een moeilijk punt: "de hoofdelijke omslag zou te zwaar drukkend worden". Maar de provincie zag in dat voor zo'n 70 kinderen van tussen de vijf en twaalf jaar er wel een school moest komen, vooral omdat de wegen op de winterdag onbegaanbaar waren en de kinderen zich dagelijks zo'n drie tot vijf uur door de modder moesten worstelen. De provincie heeft de gemeente aangezegd een school te bouwen op de daartoe aangeboden plaats. Dit speelde om en nabij de jaren 1873 en 1876.
De openbare school in De Hoeve heet, sinds de spannende strijd, voor het voortbestaan van de school (1983 en 1984), tegenwoordig De Klaeter. De naam verwijst naar de Ratellaan die vroeger in de volksmond Klaeterlaene heette, maar die naam van B&W niet officieel mocht dragen. Inmiddels is er wel een nieuwe Klaeterlaene. Tevens verwijst de naam van de school naar de altijd in beweging zijnde kinderen. Precies als de altijd in beweging zijnde bladeren van de ratelpopulier.

## Kerk
De mensen uit De Hoeve moesten lange tijd naar Vinkega en Steggerda om naar de Nederlandse Hervormde Kerk te gaan. In 1905 wordt voor het eerst op De Hoeve een huisdienst gehouden bij Albert Hornstra. In maart 1919 besloot de kerkvoogdij om eerst een kerkhof aan te gaan leggen en pas later een kerk te bouwen. Omliggende dorpen maakten van die gang van zaken gebruik om overal te gaan vertellen dat men in De Hoeve éérst voor de doden en pas later voor de levenden zorgt. Pas in 1920 hadden 74 mensen hun handtekening gezet onder een verzoek voor een eigen lokaal in De Hoeve. Het jaar daarop werd het kerkje aanbesteed. Op het kerkje staat een forse klokkenstoel. De daarin hangende 70 kilo wegende klok werd tijdens de bezetting door de Duitsers weggehaald. Na de oorlog is hij weer in Ruinerwold gevonden, waar hij zou hebben dienstgedaan als alarmklok.
Begin 2005 wordt besloten geen erediensten meer in het kerkje te houden en wordt het gebouw het atelier van een plaatselijke kunstenaar.

## Plaatselijk Belang

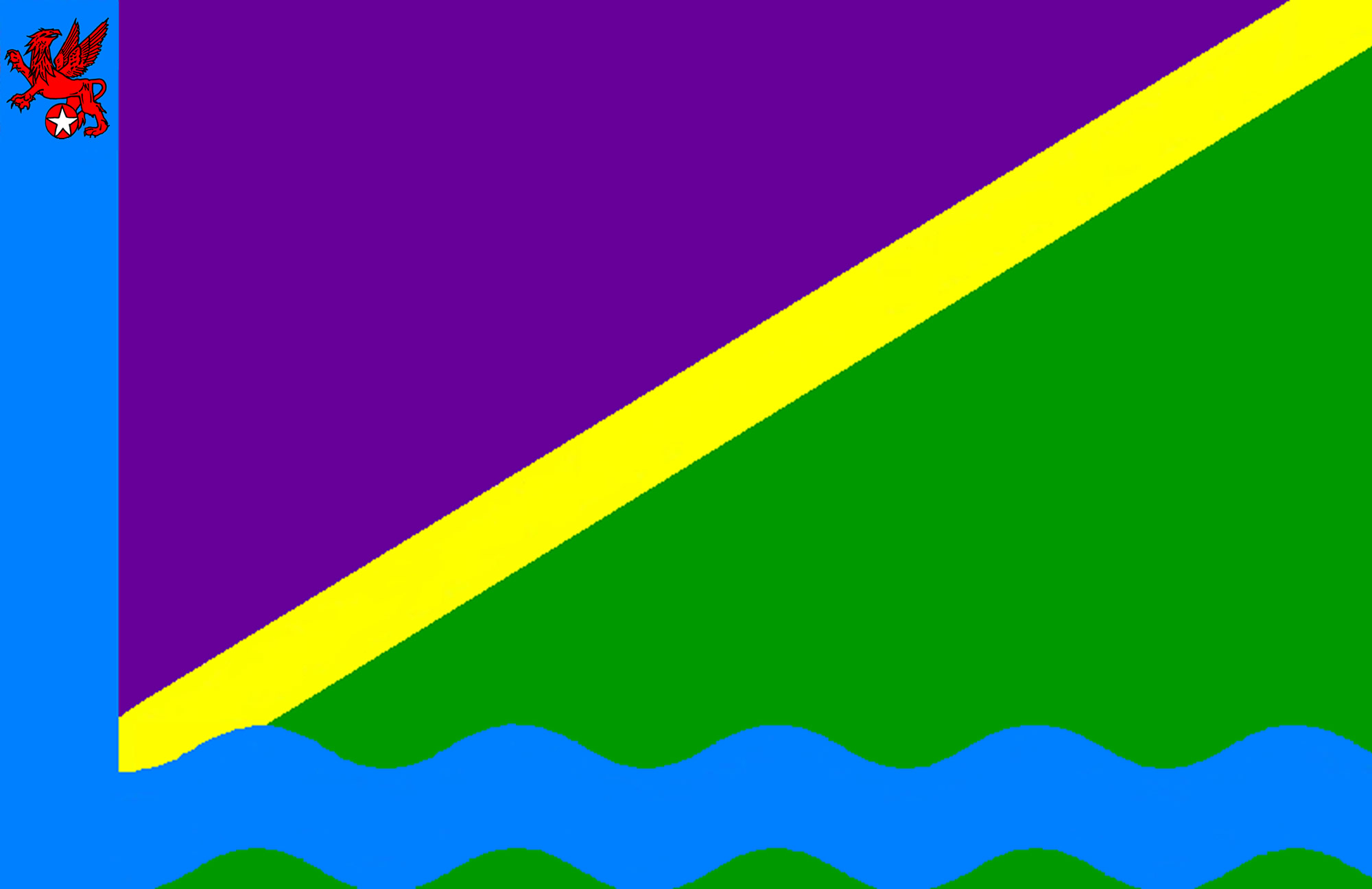
Dorpsvlag De Hoeve

Om met elkaar meer te kunnen doen werd in 1908 de vereniging Plaatselijk Belang opgericht. De Jokweg werd aangepakt, eerst met paaltjes met witte koppen en later met zand. Veel mensen hebben destijds gratis steen van Peperga hierheen gekruid voor de verharding van de weg Steggerdahoeve. Als er een vergadering van Plaatselijk Belang was, nam iedereen zijn eigen stoel mee naar de school. Zo'n avond werd dan met liedjes en voordrachten gevuld. Ook was er dan een kopje chocolade waarvoor de boeren melk gegeven hadden. Wanneer er meer melk was dan nodig, werden de schoolkinderen de volgende dag ook op een kopje getrakteerd. Bijna alle dorpsbewoners zijn lid van Plaatselijk Belang. In 2008 vierde de vereniging haar 100-jarig bestaan.

## Voorzieningen
Tijdens de ruilverkaveling (begin jaren zeventig) zijn veel huisjes afgebroken. Later zijn er weer huizen gebouwd. Met een verwijzing naar de Ooster- en Westerhoeve is er een maandelijks verschijnend dorpskrantje OosterWester genaamd. Door korfbalclub De Hoeve, de enige en in 1939 opgerichte sportvereniging die het dorp rijk is, is De Hoeve bekend door de kleuren rood en groen. In juni 2008, ter gelegenheid van het 100-jarig bestaan van Plaatselijk Belang De Hoeve, kreeg het dorp een eigen dorpsvlag. De Hoeve kent 14 verenigingen en clubs. Sinds februari 2010 is de Stichting Dorpshuis De Hoeve opgericht. De stichting heeft ten doel het oprichten in stand houden en exploiteren van een dorpshuis voor de bewoners van het dorp De Hoeve. Het dorpshuis "'t Hokkien" is op 14 juni 2013 feestelijk geopend. De Hoeve is een actief dorp waarbij opvalt dat veel mensen zich betrokken voelen bij alles wat er georganiseerd wordt. Ten noordoosten van het dorp staat een kleine Amerikaanse windmotor.

## Cultureel Hoofddorp 2018

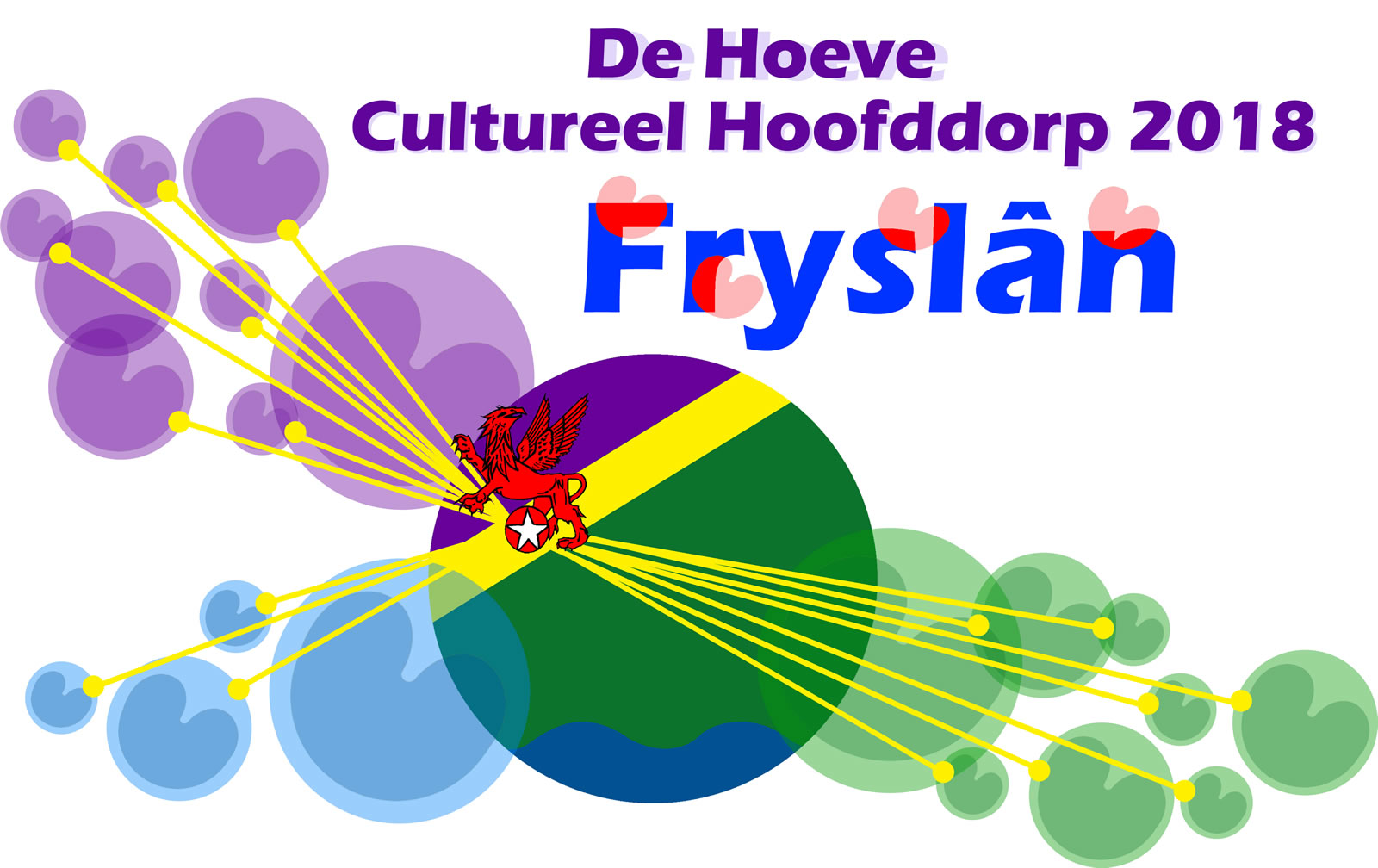
Logo: De Hoeve Cultureel Hoofddorp 2018

De Hoeve had zichzelf op 11 februari 2014 officieel uitgeroepen tot Cultureel Hoofddorp van Friesland 2018. Deze status werd bevestigd op het stadhuis in Leeuwarden. Leeuwarden was toen Culturele hoofdstad van Europa en De Hoeve wilde bij dat evenement de Friese dorpen vertegenwoordigen.